# Melo Freni
Melo Freni (eigentlich Carmelo Freni; * 19. Juli 1934 in Barcellona Pozzo di Gotto) ist ein italienischer Autor und Filmregisseur.

## Leben
Freni widmete sich zunächst den Rechtswissenschaften und arbeitete nach kurzer Tätigkeit für die Justiz seit 1963 als Programmverantwortlicher für kulturelle Sendungen der RAI. Daneben engagierte er sich als Theaterregisseur mit Stücken wie Le nuvole oder Madama Butterly und schreibt seit 1965, sich auf diese Tätigkeit seit 1995 konzentrierend, zahlreiche Romane und Gedichtbände. 1985 drehte er nach einem seiner frühen Werke als Filmregisseur La famiglia Ceravolo für den Bildschirm.

## Veröffentlichungen (Auswahl)
- Severino e il cardinale
- Sulle tracce del giorno
- Il giardino di Hamdis
- Dopo l'allegria
- Le stanze dell'attesa
- Al limite della ragione
- Marta d'Elicona

## Filmografie
- 1985: La famiglia Veravolo (Fernsehfilm)